# Harold Muller
Harold Powers „Brick” Muller (ur. 12 czerwca 1901 w Dunsmuir, zm. 17 maja 1962 w Berkeley) – amerykański lekkoatleta specjalizujący się w skoku wzwyż, uczestnik letnich igrzysk olimpijskich w Antwerpii (1920), srebrny medalista olimpijski w skoku wzwyż. Był również profesjonalnym graczem futbolu amerykańskiego.
Po zakończeniu sportowej kariery pracował jako ortopeda.

## Sukcesy sportowe
- brązowy medalista mistrzostw Stanów Zjednoczonych w skoku wzwyż – 1920[3]

| Rok  | Miasto    | Zawody               | Konkurencja | Wynik         |
| ---- | --------- | -------------------- | ----------- | ------------- |
| 1920 | Antwerpia | Igrzyska olimpijskie | skok wzwyż  | srebrny medal |

## Rekordy życiowe
- skok wzwyż – 1,93 – Berkeley 14/05/1921